# Feng Youlan

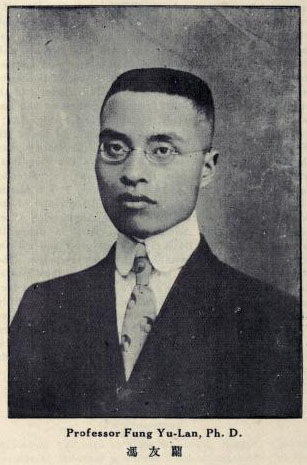
Feng Youlan oder Fung Yu-Lan

Feng Youlan (chinesisch 馮友蘭 / 冯友兰, Pinyin Féng Yǒulán, IPA (hochchinesisch) [fə̌ŋ jòʊlǎn], W.-G. Feng Yu-lan; auch: Fung Yu-Lan; * 4. Dezember 1895 in Tanghe, Provinz Henan, Kaiserreich China; † 26. November 1990 in Peking, Volksrepublik China) war ein chinesischer Philosoph.
Feng Youlan gewann vor allem mit seinem Hauptwerk Geschichte der chinesischen Philosophie Bedeutung, die von Derk Bodde ins Englische übersetzt wurde. Jüngst erschienen ist eine wesentlich erweiterte Version dieses Werkes, die Neue Geschichte der chinesischen Philosophie (Zhongguo zhexue shi xinbian 中國哲學史新編) in 6 Bänden (Peking) bzw. 7 Bänden (Taipei).

## Biografie
Feng Youlan wurde in Tanghe im Süden der Provinz Henan an der Grenze zur Provinz Hubei als Sohn eines reichen Grundbesitzers geboren. Auf Grund seines ausgezeichneten Mittelschulexamens gewährte ihm die Provinzregierung im Jahr 1915 ein Stipendium zum Studium der Philosophie an der Universität Peking.
Von 1919 bis 1923 studierte Feng unter den Professoren John Dewey und Frederick J. E. Woodbridge an der Columbia University in New York. Sein Promotionsthema lautete A comparative study of life ideals (dt. „Eine vergleichende Studie über Lebensideale“).
Von 1939 bis 1946 veröffentlichte er insgesamt sechs Bücher (貞元六書), in denen er sein eigenes philosophisches System begründet hat. Sein System war ein bedeutender Versuch, die westliche und chinesische Philosophie zu verbinden.
In seinem System unterscheidet Youlan Feng den innerlichen Zustand der Menschheit in vier Ebene: 1. die natürliche Ebene 2. die utilitaristische Ebene 3. die moralische Ebene 4. die universale Ebene (天地境界).
Er kritisiert weiter: Der Fehler des Daoismus liege darin, die natürliche und die universale Ebene zu verwechseln; der Fehler des Konfuzianismus sei es wiederum, die moralische und die universale Ebene oft zu verwechseln; der Fehler des religiösen Buddhismus sei es, dass er nicht einsehe, dass die universale und die natürliche Ebene einander sehr ähnlich seien. Ferner müsse man sich überhaupt nicht, wie der Buddhismus lehrt, von der irdischen Welt abwenden. Daher gilt sein System nicht nur als eine Synthese zwischen chinesischer und westlicher Philosophie, sondern auch als eine Synthese innerhalb der drei Schulen der chinesischen Philosophie.

## Schriften

### Werke in englischer Übersetzung (Auswahl)
- A Comparative Study of Life Ideals : The Way of Decrease and Increase with Interpretations and Illustrations from the Philosophies of the East and the West. Shanghai : The Commercial Press, 1924
- A History of Chinese Philosophy. Translated by Derk Bodde. With introduction, notes, bibliography and index. Princeton, Princeton University Press 1952 und 1953
  - Vol. I: The Period of the Philosophers (From the Beginnings to Circa 100 B.C.)
  - Vol. II: The Period of Classical Learning (From the Second Century B.C. to the Twentieth Century A.D.)
- A Short History of Chinese Philosophy. Macmillan London 1948
- The Spirit of Chinese Philosophy. By Fung Yu-Lan (Feng Yu-Lan; Feng Youlan). Translated by Ernest Richard Hughes. London, Routledge 1962
- Chuang Tzu, and Yu-Lan, Fung (Translated by): A Taoist Classic: Chuang-Tzu. Beijing Foreign Languages Press 1989 (First published, 1931)
- Selected philosophical writings. Beijing, Foreign Languages Press, 1991

### Erweiterte chinesische Philosophiegeschichte
- Zhongguo zhexue shi xinbian – 中國哲學史新編, 6 Vols. Beijing: Renmin chubanshe 人民出版社, 1982–1989